# Tatiana Ortiz
Tatiana Ortiz Galicia (née le 12 janvier 1984 à Mexico) est une plongeuse mexicaine qui a concouru aux Jeux olympiques d'été de 2008. Le 12 août 2008, avec sa compatriote Paola Espinosa, elle remporte la médaille de bronze avec un score de 330,06 points lors de l'épreuve synchronisée sur tremplin à 10 mètres.

## Palmarès

### Jeux olympiques
- Jeux olympiques de 2008 à Pékin (Chine) :
  -  Médaille de bronze du plongeon synchronisé à 10 m.